# Kom Kučki
Kom Kučki (také Kučki Kom, srbochorvatsky Кучки Kом, 2487 m n. m.) je hora v pohoří Komovi v jihovýchodní části Černé Hory. Nachází se na hranicích mezi opštinami Kolašin a Andrijevica nedaleko albánsko-černohorské státní hranice. Kom Kučki tvoří svorník, ve kterém se sbíhají tři horské hřebeny. Na severu sousedí s vrcholem Kom ljevorečki (2469 m), na jihozápadě s vrcholem Rogamski vrh (2303 m) a na jihovýchodě s vrcholem Bavan (2252 m). Vrchol Bavan je oddělen sedlem Ćafa od Carina. Kom Kučki je nejvyšší horou celého pohoří.
Výstup na vrchol je možné uskutečnit po značené turistické cestě ze silničního sedla Trešnjevik.